# 理想的結婚章

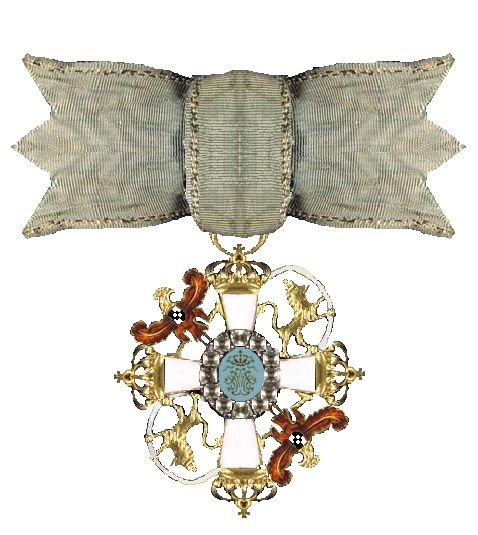
理想的結婚章

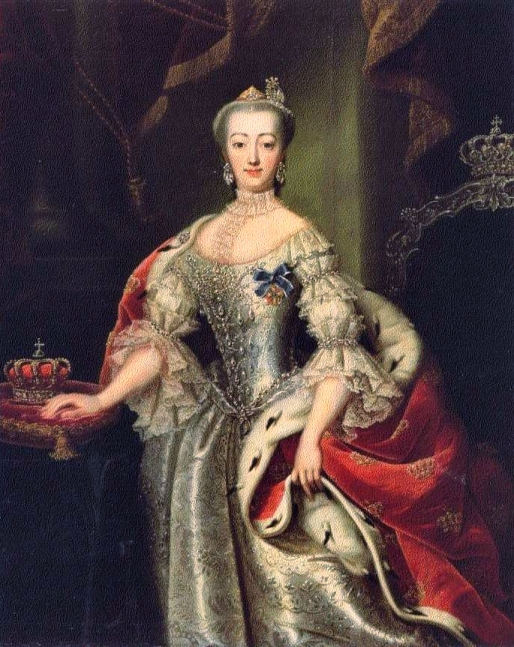
理想的結婚章を佩用するゾフィー・マグダレーネ・フォン・ブランデンブルク＝クルムバッハ。紺色の蝶結状の小綬と勲章がはっきり見える。

理想的結婚章 (Ordre de l'Union Parfaite) は、デンマーク王妃ゾフィー・マグダレーネ・フォン・ブランデンブルク＝クルムバッハが1732年8月7日に制定した勲章である。デンマーク＝ノルウェーの王クリスチャン6世との幸福な結婚10周年を記念して作ったもので、男女ともに対象となり最初のデンマーク＝ノルウェー連合の勲章として運用された。銘は「至高の結婚(連合) の記念に」 (In felicissimæ Unionis Memoriam である。
王妃の死により1770年5月7日に叙勲廃止。186名を数える。
この勲章のフランス語名はいわば「理想的結婚章」もしくは「友愛章」を意味し、18世紀デンマーク王室、また王妃の母国ドイツの王室でフランス語はよく使われたことから、ほかにもプール・ル・メリット勲章 (Pour le Mérite) や誠実章 (Ordre de la Sincérité) などフランス語で名づけた例がある。

## 勲章

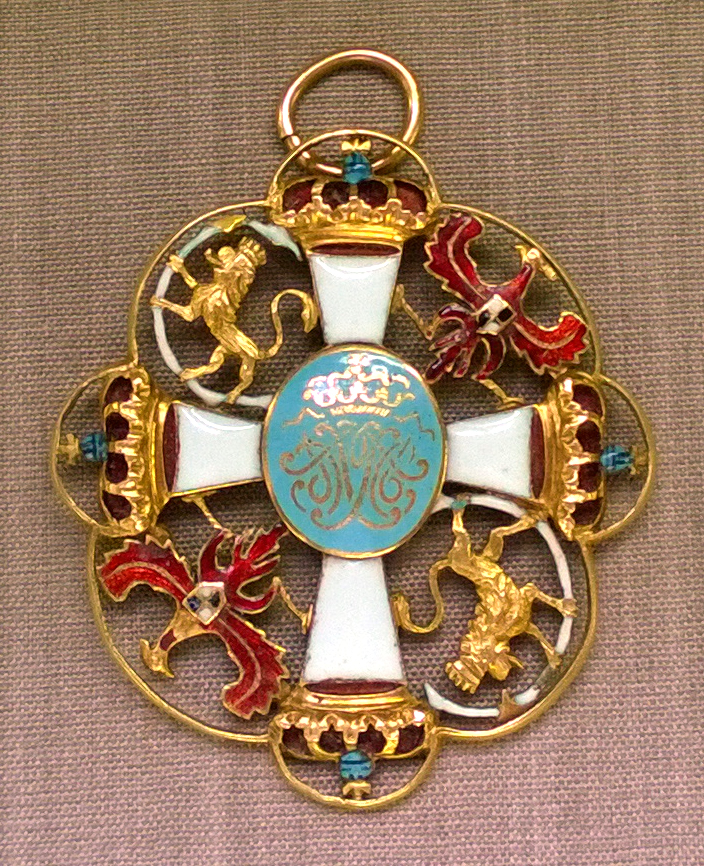
理想的結婚章　(アマリエンボー宮殿所蔵)

メダルの部分は白いエナメルで彩った十字でそれぞれの端に王冠を装飾。十字の間は交互に白いハルバード (槍斧) を握る黄金のノルウェーの獅子、体が赤いエナメル彩色で金色の頭のブランデンブルクの鷲を置いている。中心の青いメダルは楕円形でゾフィー・マグダレーネ王妃とクリスチャン6世のモノグラムを重ねて王冠を描き、周囲をダイヤモンドが取りまく。綬は絹の紺の織物に銀の双線 (経年変化で色彩があせてはいるものの、さまざまな肖像画で原形を確認できる)。
男性は上着の左のボタン穴に、女性は左胸にそれぞれ佩用。

## 受勲者
Category:理想的結婚章の受章者一覧も参照。

### 男性

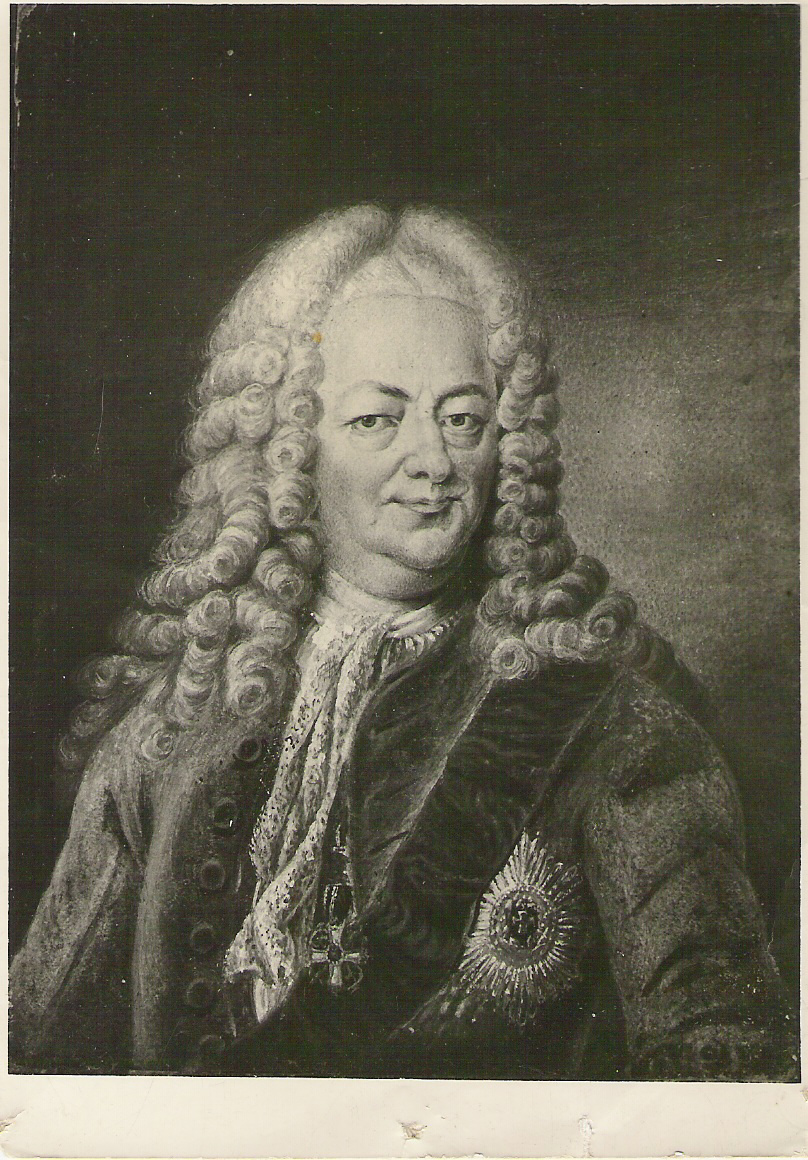
イーヴァ・ローゼンクランツ 妻はシャルロッテ・アマリー・スキール

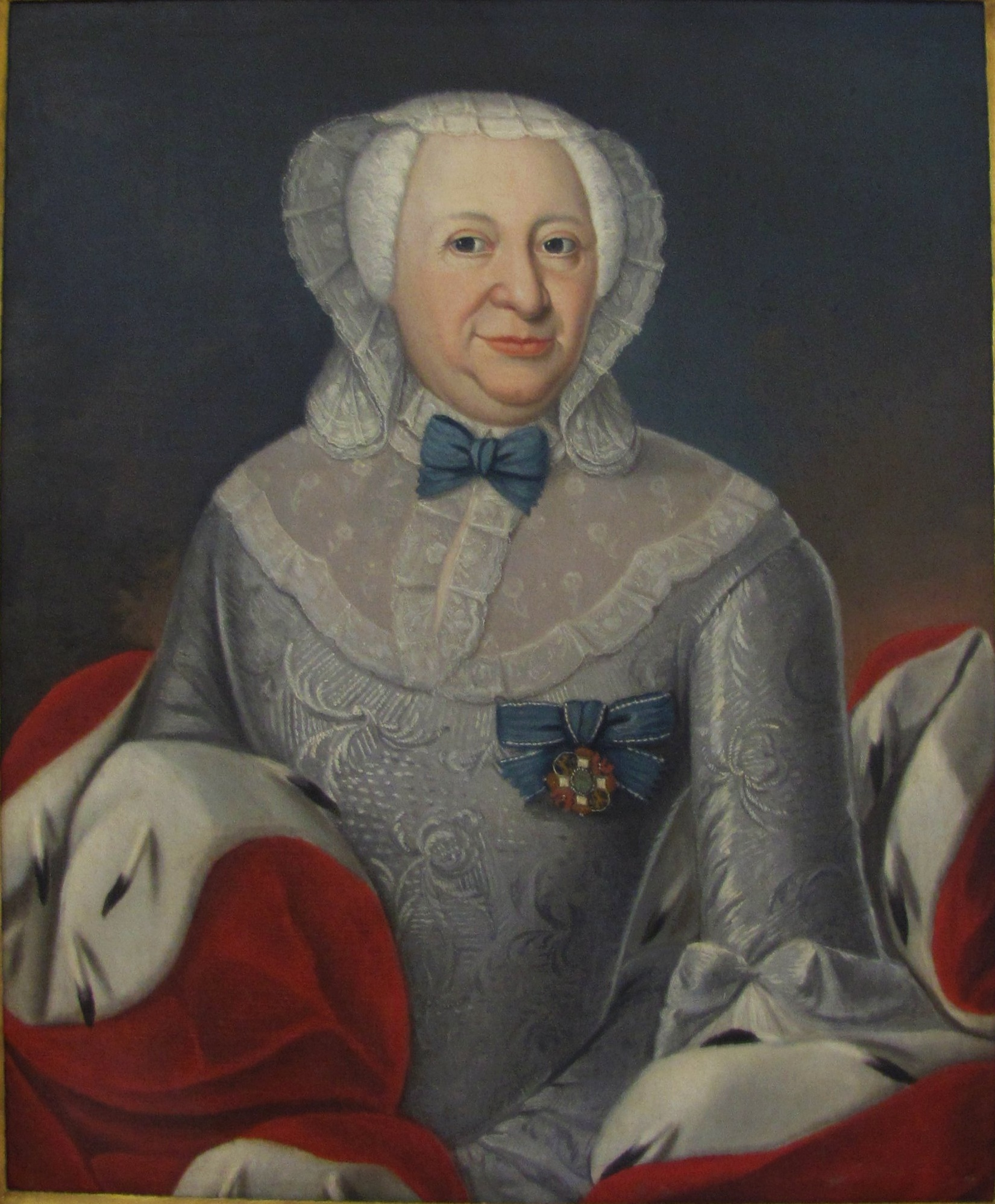
理想的結婚章を佩用するアウグステ・メクレンブルク＝ギュストロー公爵夫人 (1674 – 1756)。アウグステはフレゼリク3世 (シュレースヴィヒ＝ホルシュタイン＝ゴットルプ公)の孫

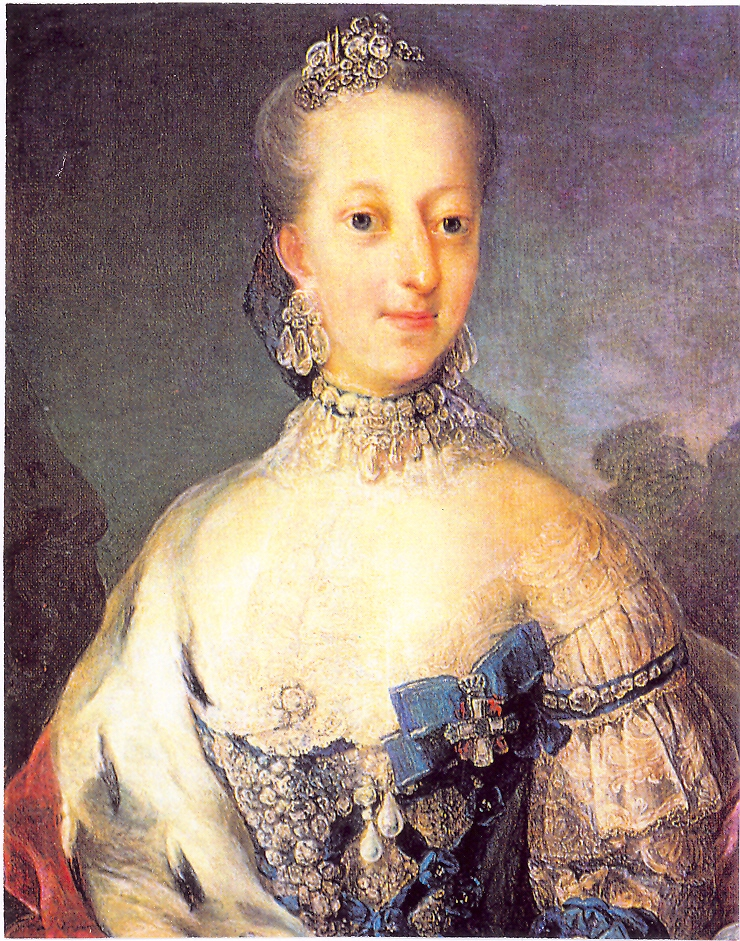
シャルロッテ・アマリー・スキール (デンマーク)

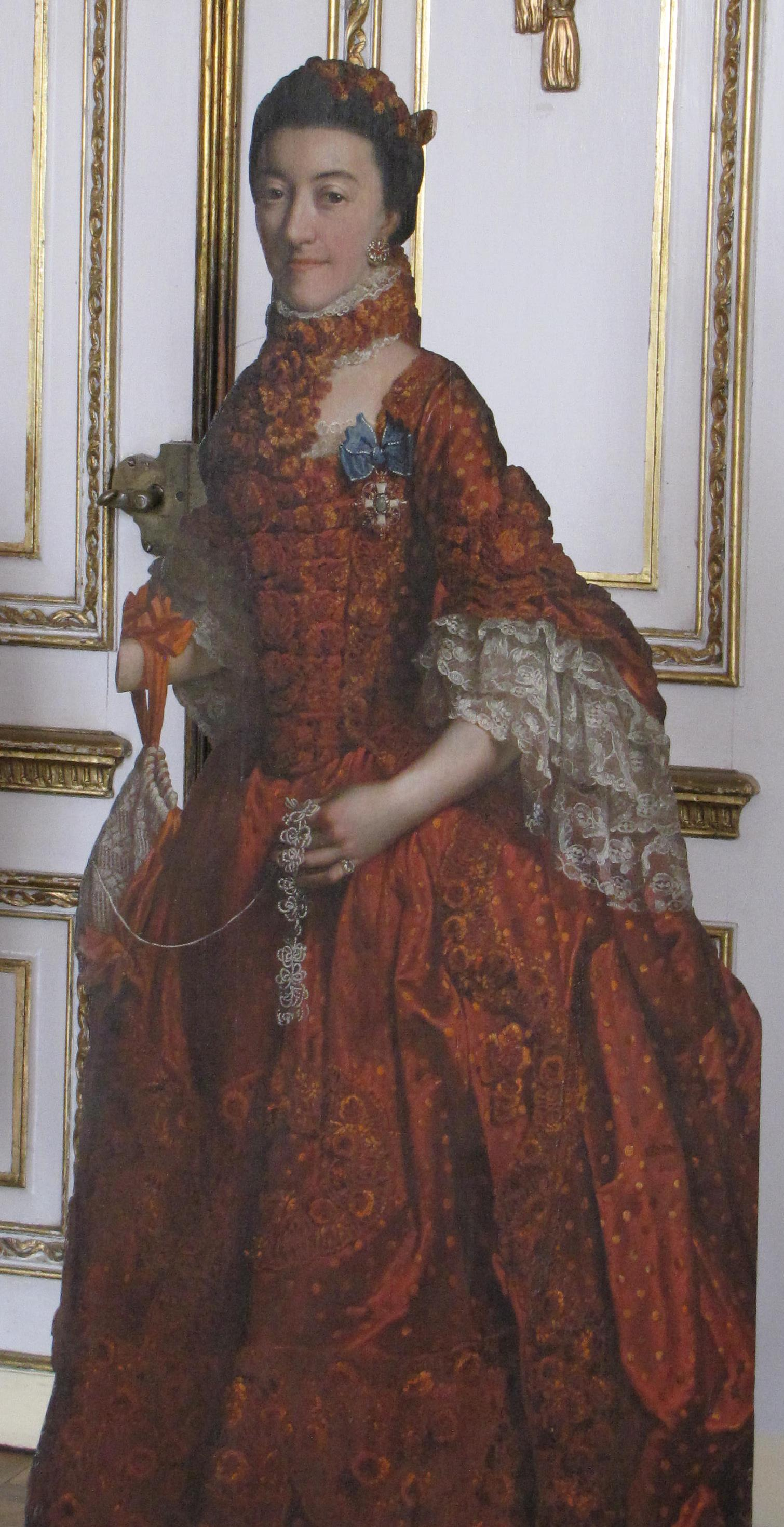
ゾフィー・フリーデリケ・カロリーネ・ルイーゼ (フランツ (ザクセン＝コーブルク＝ザールフェルト公)の公女)

- フレズレク・アレフェルト（デンマーク語版）(1770)[3][4]
- フレズレク・カール・クレスチャン・ウルレク・アレフェルト（デンマーク語版）伯爵[4](1770)
- ホルガ・スキール（デンマーク語版）(1757)
- クレスチャン・コンラズ・ダネスキョル＝ラルヴィク（デンマーク語版）伯爵 (1758)[5][6][3]
- フリードリヒ・カール (シュレースヴィヒ＝ホルシュタイン＝ゾンダーブルク＝プレーン公)(1759以前)[7]
- グスタフ・グリューナー（デンマーク語版）[3][2]
- カール・フォン・ヘッセン＝カッセル(1759年3月)[2]
- ヘッセン＝カッセル方伯フリードリヒ2世 (1759年3月)[2]
- Christian Christoffer Holck, 伯爵 (1764)[3]
- エーダム・クリストファ・ホルスティーン（デンマーク語版）男爵 [3]
- Poul Vendelbo de Løvenørn (1739)[3]
- Volrad August von der Lühe (1747)[3]
- エーダム・ゴトロプ・モルトケ伯爵 (1747)[3]
- Frederik Christian von Møsting (1763)[3]
- Frederik von Oertz伯爵 (1761)[3]
- Johann Christoph von Reitzenstein[3]
- Claus Reventlow (1751)[3]
- Ditlev Reventlow伯爵 (1756)[3]
- Conrad Detlev Reventlow伯爵 (1750)[3]
- Mogens Rosenkrantz (1763)[3]
- Holger Rosenkrantz男爵 (1767)[3]
- Verner Rosenkrantz男爵 (1763)[3]
- Andreas Rosenpalm[3]
- Hans Schack伯爵 (1735-1796) (1763)[3]
- Werner von der Schulenburg伯爵 (1750)[3]
- Georg Wilhelm von Søhlenthal男爵 (1738)[3]
- Henrik Stampe (1770)[3]
- Christian von Støcken (1761)[3]
- Frederik Christian von Qualen (1768)[3]
- Frederik Wilhelm Wedel-Jarlsberg男爵 (1763)[3]
- Adam Levin von Witzleben (1732)[3]
- Frederick Louis von Woyda (1767)[3]

### 女性
- Amalie Juliane von Günterrode[3]
- アナ・ヨアキミーネ・ダネスキョル＝ルヴィク（デンマーク語版）(旧姓 ヴォン・アレフェルト)[4][3]
- Anna Susanna von der Osten[3]
- アナ・ソフィーイ・シャク（英語版） (結婚してBaroness Brockdorff)[8][3](*= Eleonora Marie von Lüttichau の家族として)
- Wilhelmina Augusta of Schleswig-Holstein-Nordborg-Pløens (1704 - 1749) [4][3]
- エルセ・マグレーデ・スィーイステズ（デンマーク語版）
- クリスティーネ・アーマゲゴー・ヴォン・レーヴェントロー・サンベア (Christine Armgard, Comtesse Reventlow of Sandbjerg (Reventlow)) (1711 - 1779) (1759以前)(フレズレク・カール・クレスチャン・ウルレク・アレフェルト（フレゼレク・チャーレス）(シュレースヴィヒ＝ホルシュタイン＝ゾンダーブルク＝プレーン公)伯爵夫人)[7][6]
- クリスティーネ・ソフィーア・ヴォン・ゲーラー（英語版） (旧姓 ヴォン・アレフェルト) (1765)[3]
- シャルロッテ・アマリー・スキール (1750)[8](ソフィア・マグダレーナ・アヴ・ダンマルクの家族として)
- Charlotte Dorothea Reventlow (旧姓 Scheel von Plessen)[8][3]
- ゾフィー・マグダレーネ・フォン・ブランデンブルク＝クルムバッハ
- ゾフィー・マグダレーネ・クラーウ・＝ヴィン（英語版、デンマーク語版）
- Dorothea Christine, Princess of Denmark (1759以前) (英語版)[7]
- Birte Rosenkrantz (デンマーク語版)
- Berte Scheel von Plessen (デンマーク語版)
- フリーデリケ・フォン・ヴュルテンベルク (1699-1781)[3]
- Margarete Giedde Vind [3]
- マグレーデ・ヴォン・ア・ルーア（デンマーク語版）
- マグレーデ・マリーイ・トマスィーネ・ノムスン（英語版） (旧姓 Ingenhaef(f))
- ユリアーネ・マリー・フォン・ブラウンシュヴァイク
- ルイーズ・オブ・グレート・ブリテン